# احتلال الأبلة (870)
احتلال الزنج للأبلة كان حدثًا من أحداث ثورة الزنج، وقع في 28 حزيران 870 م. تقدمت قوات الزنج بقيادة زعيمهم علي بن محمد نحو مدينة الأبلة على نهر دجلة وشنّتوا هجومًا عليها. ورغم الدفاعات التي أقامتها الحكومة العباسية لحماية المدينة، إلا أنها تعرضت لاقتحام ناجح واستيلاء المتمردين عليها. وقد دُمر جزء كبير من مدينة الأبلة، وقُتل العديد من سكانها أثناء الهجوم.

## الخلفية
بعد انتصار الزنج في معركة المراكب، أرسلت الحكومة العباسية في سامراء قوة تحت قيادة جولان التركي لإنهاء التمرد. أمضى جولان الأشهر الستة التالية في الميدان، لكنه سرعان ما وجد أن قواته المحمولة لا تستطيع التحرك بسهولة عبر المناظر الطبيعية الكثيفة، ولم يتمكن من تحقيق أي تقدم ضد الزنج. وبعد أن قام المتمردون بغارة ليلية مدمرة على معسكره، قرر التخلي عن الحملة والعودة إلى البصرة. أقنع انسحاب جولان الحكومة بأنه غير مناسب لمهمة هزيمة المتمردين؛ لذلك فُصل وأُعطيت قيادته إلى سعيد بن صالح الحاجب بدلًا منه.
وقد سمح انسحاب جولان إلى البصرة وضعف القوات الحكومية للزنج بمواصلة أنشطتهم الهجومية في جنوب العراق دون عوائق. بعد رحيل الجولان عن الميدان بقليل، قرر زعيم الزنج علي بن محمد القيام بحملة على إحدى مدن المنطقة. قرر في البداية إرسال قواته إلى عبادان، ولكن بعد أن بدأ جيشه مسيرته، نُصح بأن الأبلة ستكون هدفًا أفضل. ونتيجة لذلك، استدعى رجاله وأمرهم بالتوجه نحو تلك المدينة بدلًا من ذلك.

## المعركة
وعند وصول الزنج إلى الأبلة، وجدوا المدينة مدافعًا عنها من أبو الأحوص الباهلي، الذي عينه جولان حاكمًا على المدينة. ومع ذلك، بدأ المتمردون هجومهم، حيث هاجموا المدينة برًّا ومن خلال قوارب استولوا عليها. واستمرت المعارك بين الزنج والمدافعين حتى مساء 28 يونيو/حزيران، حيث اقتحم الزنج المدينة من جهة نهر دجلة وقناة الأبلة. وسرعان ما تغلبت القوات على المدافعين، وقُتل كل من الحاكم وابنه أثناء القتال.
وعندما انتشر الزنج في أرجاء المدينة، أحرقوها. وكان العديد من المباني في الأبلة مصنوعة من خشب الساج، ومتقاربة من بعضها البعض، ونتيجة لذلك، انتشرت النيران في جميع أنحاء المدينة، ودُمر الكثير منها. وقُتل العديد من السكان، بينما حاول آخرون الفرار إلى المجاري المائية فغرقوا. ثم بدأ الزنج بنهب الأبلة وجمعوا غنائم كثيرة، ولكن في تلك المرحلة كانت معظم سلع المدينة قد دمرتها النيران.

## العواقب
وأثارت أنباء سيطرة التنظيم على الآبلة الرعب في المنطقة. قرر سكان عبادان، خوفًا من أن يعانوا مصيرًا مماثلًا، الاستسلام للزنجيين. أرسل علي بن محمد قوات إلى المدينة، حيث سُمح لهم بالاستيلاء على أي سلاح أو عبيد يمكنهم العثور عليهم. كما أُصيب أهل البصرة بالذعر من هذا الخبر، حيث أدى سقوط الأبلة، إلى جانب سقوط [الإنجليزية] الأهواز في وقت لاحق من ذلك العام، إلى فرار الكثيرين من المدينة، والانتقال إلى مناطق أكثر أمانًا غير عرضة لهجوم الزنج.
وفي الشهر نفسه الذي وقعت فيه المعركة وصل سعيد الحاجب إلى البصرة لتولي قيادة الحرب ضد الزنج. على الرغم من أنه حقق بعض النجاحات الأولية ضد المتمردين، إلا أنه في النهاية لم يكن حاله أفضل من حال جولان. وسرعان ما تمكن الزنج من ضرب معسكره بهجوم مفاجئ وإلحاق خسائر كبيرة في صفوف قواته؛ ونتيجة لذلك، اُستدعي إلى سامراء وأُجبر بدوره على تسليم قيادته إلى منصور بن جعفر الخياط، الذي تولى قيادة الحملة.
ولم يبقَ الزنج في الأبلة طويلًا، ففي العام التالي عادت القوات الحكومية إلى تمركزها في المدينة. ومع ذلك، فإن سقوط الأبلة وعبادان في أيدي الزنج أدى إلى قطع طريق التجارة الرئيس إلى البصرة، والتي سرعان ما بدأت تعاني من النقص نتيجة لذلك. وبسبب حصار الزنج للمدينة، تدهورت الأوضاع في البصرة بسرعة، مما سمح للزنج بشن هجوم عليها في العام التالي.

## ملحوظات
1. ↑  Ibn al-Athir, p. 225
2. ↑  Al-Tabari, pp. 66-67; Ibn al-Athir, p. 212; Popovic, p. 55
3. ↑  Al-Tabari, pp. 108-09; Ibn al-Athir, p. 225; Popovic, p. 57
4. ↑  Al-Tabari, pp. 109-10; Ibn al-Athir, p. 225; Popovic, p. 57
5. ↑  Al-Tabari, p. 110
6. ↑  Al-Tabari, p. 67; Ibn al-Athir, p. 212
7. 1 2  Al-Tabari, pp. 110-11; Ibn al-Athir, p. 225; Popovic, pp. 57-58
8. ↑  Al-Tabari, p. 111; Ibn al-Athir, p. 226; Popovic, p. 58
9. ↑  Al-Tabari, p. 112; Ibn al-Athir, p. 226; Popovic, p. 58
10. ↑  Al-Tabari, pp. 112, 120-22; Ibn al-Athir, pp. 229-30; Popovic, pp. 58-59
11. ↑  Al-Tabari, p. 134; Ibn al-Athir, p. 232; Popovic, p. 64
12. ↑  Popovic, p. 55
13. ↑  Al-Tabari, p. 125; Ibn al-Athir, p. 231; Popovic, p. 60